# Кариус, Отто
О́тто Ка́риус (нем. Otto Carius, 27 мая 1922, Цвайбрюккен — 24 января 2015) — немецкий танкист-ас времён Второй мировой войны. Уничтожил более 150 танков и САУ противника — один из самых высоких результатов Второй мировой войны наряду с другим немецким мастером танкового боя — Михаэлем Виттманом. Воевал на танках LT vz.38, Pz.VI «Тигр», САУ «Ягдтигр». Автор книги «Тигры в грязи».

## Биография
Начал карьеру танкиста на лёгком чешском танке LT vz.38 «Шкода» (Pz.38), с 1943 года воевал на тяжёлом танке Pz.VI «Тигр» на Восточном фронте.
На чешском танке LT vz.38 (Pz.38) в качестве заряжающего участвовал в наступлении на Вильнюс, форсировании рек Неман, Двина и Березина, в боях за Витебск и Смоленск. Летом 1941 года в боях на территории Белоруссии его танк был подбит, а сам Кариус получил осколочное ранение, вследствие которого лишился части зубов. В 1942 году принимал участие в оборонительных боях под Гжатском, Сычёвкой и Вязьмой, удостоен Железного креста 2-го класса. С 1943 года на Ленинградском фронте в составе 502-го тяжелого танкового батальона, отличился в оборонительных боях у Ладожского озера, под Гатчиной и Невелем, был ранен осколком, награждён Железным крестом 1-го класса.
После поражения под Ленинградом зимой 1944 года, рота тяжелых танков Кариуса несколько месяцев держала оборону на Нарве, а также участвовала в операциях по ликвидации советских плацдармов для наступления в Эстонии. Некоторые опорные пункты многократно переходили из рук в руки. В боях за Нарвский плацдарм батальон тяжелых танков «Тигр» уничтожил десятки советских танков и противотанковых орудий. Однако немецкие танкисты сами несли существенные потери, многие машины были выведены из строя советскими противотанковыми орудиями, подрывались на минах, застревали в грязи в лесисто-болотистой местности. Ещё большими были потери в пехотных подразделениях. Тем не менее советское наступление вглубь территории Эстонии было сорвано активными действиями немецких войск. 4 мая 1944 года Отто Кариус был награждён Рыцарским крестом.
После сокрушительного поражения группы армий «Центр» в Белоруссии летом 1944 года, 502-й батальон тяжелых танков в спешном порядке был переброшен на территорию Латвии и принял участие в оборонительных боях. После тяжелого ранения 24 июля 1944 года был эвакуирован в Германию. 27 июля 1944 года за успешные действия танковой роты под Даугавпилсом был награждён дубовыми листьями к Рыцарскому кресту. Награду вручал лично Генрих Гиммлер.
Вместе с Михаэлем Виттманом из Ваффен СС, стал военной легендой от вермахта, и его имя широко использовалось в немецкой пропаганде для поднятия морального духа немецкой армии и населения Германии в годы войны.
На завершающем этапе войны в 1945 году принял участие в боевых действиях на территории Западной Германии на самоходной артиллерийской установке Ягдтигр. К этому времени союзники уже форсировали Рейн и окружили крупную группировку немецких войск в районе Рура. Сам Отто Кариус вспоминал, что авиация союзников безнаказанно господствовала в воздухе, ощущалась острая нехватка опытных бойцов и командиров, моральный дух окружённых войск совершенно иссяк. По приказу командования сдался американским войскам, некоторое время провёл в лагере для военнопленных, после чего, переодевшись в выменянную гражданскую одежду и притворившись помощником фермера, был отпущен.
После войны стал фармацевтом, в июне 1956 года приобрёл в городе Хершвайлер-Петтерсхайм аптеку, которую переименовал в «Тигр» (Tiger Apotheke). Возглавлял её вплоть до февраля 2011 года, позднее продолжал работать аптекарем на условиях «частичной занятости».
Скончался 24 января 2015 года у себя дома.

## Личный счёт
По разным оценкам, экипаж Кариуса уничтожил 150—200 танков и САУ, много орудий, один самолёт. С определённого момента Отто Кариус перестал вести счёт.
Цифры уничтоженных Кариусом танков и САУ противника, приводимые немецкими источниками, при проверке не всегда находили однозначное подтверждение и их можно считать, как минимум, спорными. Так, в соответствии с исследованием, проведённым Р. А. Марченко, сравнивающего данные немецких и советских архивных источников, в результате боев 22-26 июля 1944 года под деревней Малиново советские потери первых дней (22—24 июля) боев по немецким данным не очень сильно расходятся с данными советской стороны (при этом, правда, есть основания предполагать[прояснить], что Кариус записал на свой счёт все подбитые советские танки, в то время, как, вероятно, часть из них была подбита ранее самоходками).
- За 22 число 23 танка (17 — Т-34-85 и 6 ИС-2) по данным немцев и 15—18 танков (10—13 — Т-34-85 и М-3-С и 5 — ИС-2) по советским отчётам.
- За 23 число 2 танка записаны на свой счёт немцами и 5 танков списаны советской стороной (вероятно, часть из них потеряна ещё 22-го)
- За 24 число немцы объявили подбитыми 17 танков, что не противоречит советским данным.

Потери советских войск, объявленные немцами 25 и 26 июля как 16 и 12 танков соответственно, не находят подтверждения в советских источниках (6 и до 3 танков соответственно, при этом общая численность советских танков была меньше, чем заявленная немцами численность уничтоженных), что позволило исследователям говорить о возможной двойной и тройной записи подбитых танков.

## Награды
- Железный крест 2-го класса (15 сентября 1942)
- Железный крест 1-го класса (23 ноября 1943)
- Нагрудный знак «За ранение» чёрный (8 июля 1941)
- Нагрудный знак «За ранение» серебряный (15 декабря 1943)
- Нагрудный знак «За ранение» золотой (11 сентября 1944)
- Медаль «За зимнюю кампанию на Востоке 1941/42» (20 августа 1942)
- Рыцарский крест Железного креста с Дубовыми Листьями
  - Рыцарский крест (4 мая 1944)
  - Дубовые листья (№ 535) (27 июля 1944), вручены Генрихом Гиммлером
- За танковую атаку (нагрудный знак) в серебре
  - 2-й класс (15 июля 1944)
  - 3-й класс (1 сентября 1944)

## Публикации
Кариус опубликовал в 1960 году книгу «Тигры в грязи» (нем. Tiger im Schlamm, ASIN B0000BH2FP). Это мемуары танкового аса о том, как он со своим экипажем и фронтовыми друзьями прошли через всю Вторую мировую войну. Известное выражение «В бою лучше иметь дело с тридцатью американцами, чем с пятью русскими», которое зачастую приписывают генералу Гудериану, на самом деле взято из книги О. Кариуса «Тигры в грязи».